# Epimecis akinaria
Epimecis akinaria là một loài bướm đêm trong họ Geometridae.